# L’intrigo della lettera
L’intrigo della lettera (deutsch: Die Brief-Intrige) ist eine einaktige Farsa giocosa des bayerischen Komponisten Johann Simon Mayr. Das Libretto stammt von Giuseppe Maria Foppa. Die Uraufführung fand am 22. Oktober 1797 im Teatro San Moisè in Venedig statt.

## Handlung
Albina ist das Mündel des alten Hausherrn Tarocco, der sie begehrt. Sie begehrt jedoch Giocondo. Das Paar flieht in das Atelier des Malers Lucido, des Mannes von Giocondos Schwester Arabella. Um die Miete zu begleichen, will Lucido Tarocco einen Bürgschaftsschein Giocondos geben. Letzterer hat jedoch versehentlich einen Liebesbrief an Albina in den Umschlag gesteckt und gerät nun in den Verdacht, Albina entführt zu haben. Tarocco begibt sich mit seinem Diener Frontone zu Lucidos Wohnung, in die er erst nach einiger Wartezeit eingelassen wird. Da er dort weder Albina noch deren vermeintlichen Entführer vorfindet, beginnt er damit, die Möbel zu pfänden. Plötzlich ruft eine Stimme „Halt!“, und zwei Ritter in voller Rüstung greifen ihn an. Sie zwingen ihn, zu schwören, dass sein Mündel ihren Geliebten heiraten dürfe. Als sie ihre Rüstungen ablegen, erkennt Tarocco in ihnen Albina und Giocondo. Sie hatten die Rüstungen im Atelier gefunden und sich als Ritterstatuen getarnt. Lucido verkündet abschließend, dass er alle zusammen malen wolle.

## Werkgeschichte
Am 11. Mai 1797 unterschrieb Johann Simon Mayr einen Vertrag mit der Leitung des Teatro San Moisè in Venedig, für 1650 Lire bis zum Oktober eine neue Oper abzuliefern. Mayr komponierte anstelle der vereinbarten Opera buffa allerdings zwei kürzere Farsen. In ähnlichen Verträgen war den Komponisten eine solche Wahl ausdrücklich erlaubt. Bei den beiden Stücken handelte es sich um Il segreto und um L’intrigo della lettera, beide auf Texte von Giuseppe Maria Foppa. Il segreto wurde am 24. September 1797 zusammen mit Domenico Cimarosas Farsa Il duello per complimento uraufgeführt. Die Uraufführung von L’intrigo della lettera fand einen Monat später, am 22. Oktober 1797,  mit Marcos António Portugals Farsa Le donne cambiate, ossia Il ciabattino statt. In älteren Quellen ist irrtümlich auch für sie der 24. September als Uraufführungsdatum angegeben.
Die Sänger der Uraufführung waren Teresa Strinasacchi (Arabella), Luigi Rafanelli (Lucido), Giovanni Battista Brocchi (Tarocco), Luigi Bruschi (Giocondo), Giacomo Zamboni (Frontone) und Teresa Scaramelli (Albina). Das Bühnenbild stammte von Pietro Francesconi. Am selben Abend wurden neben Portugals Le donne cambiate, deren Text ebenfalls von Foppa stammte, auch die von Luigi Olivieri choreografierten Ballette Le amazzoni moderne und Chi l’avrebbe mai detto gegeben.
Weitere Produktionen gab es im 1798 im Teatro de São Carlos in Lissabon, im Teatro Filarmonico di Verona und im Teatro Carignano in Turin sowie 1801 im Teatro dei Fiorentini in Neapel.
Eine Wiederentdeckung in neuerer Zeit gab es am 19. November 1995 im Teatro Donizetti in Bergamo. Sie stand unter der musikalischen Leitung von Roberto Rizzi Brignoli.

## Aufnahmen
- 19. November 1995 – Roberto Rizzi Brignoli (Dirigent), Orchestra dei Pomeriggi Musicali di Milano.
 Daniela Mazzuccato (Arabella), Domenico Colaianni (Lucido), Giovanni Guerini (Tarocco), Luigi Petroni (Giocondo), Riccardo Ristori (Frontone), Sonia Visentini (Albina).
 Live aus dem Teatro Donizetti Bergamo.[6]